# 올뮈츠 협약
올뮈츠 협약(독일어: Olmützer Punktation)은 프로이센의 연합 정치(Unionspolitik)가 초래한 1850년 가을 위기(Herbstkrise von 1850)를 종결시키기 위해 1850년 11월 29일 프로이센 왕국, 오스트리아 제국, 러시아 제국이 체결한 외교조약이다. 협약 체결을 위한 삼국 대표의 회담은 1850년 11월 28일부터 30일까지 3일간 오스트리아 제국 체코 모라바 지방의 올뮈츠에서 열렸다. 독일의 주도권을 놓고 다툰 대결에서 이 협약은 오스트리아에 대한 프로이센의 외교적 패배였으며, 프로이센이 연합 정치로 추구했던 소독일주의 통일은 무산되고 오스트리아가 주도하는 독일 연방이 재건되었다.

## 개요
프랑크푸르트 헌법이 거부되어 1848년 독일 혁명의 자유주의적 통일 운동이 실패로 끝난 이후, 프로이센은 군주간 연합을 통해 군주주의적 통일을 시도하였다. 프로이센이 에르푸르트 연합의회에서 제시한 연합 정치는 기본적으로 소독일주의를 기반으로 한 프로이센 중심의 통일 방안이었기에, 오스트리아는 이에 반발했다.
헤센 선제후와 그 휘하 국민들의 갈등은 오스트리아의 수상 펠릭스 추 슈바르첸베르크(Felix zu Schwarzenberg)가 프로이센을 더욱 고립시키도록 하는 계기가 되었다. 헤센 선제후국으로 파견된 오스트리아 및 그 동맹군은 프로이센 군과 부딪치게 된다. 1850년 11월 8일에는 풀다 인근의 브론첼(Bronnzell)에서 오스트리아의 동맹인 바이에른과 프로이센이 전쟁 직전의 상황까지 갔으나, 말 한 마리만 죽는 것으로 끝났다. 오스트리아의 압력이 심해지고, 1850년 10월에는 바르샤바 협상에서 러시아까지 오스트리아 편에 가세하자, 프로이센은 굴복하기로 결정한다.
이 협약에서 프로이센은 연합 정치를 버리고 독일 국가의 주도 세력으로서의 권리를 포기했다. 이와 동시에, 1848년 혁명으로 유명무실해진 독일 연방이 오스트리아를 지도국으로 다시 부활하였다. 이것은 프로이센이 전반적으로 크게 패배한 모양새였기 때문에, 프로이센 민족주의자들은 이 협약을 "올뮈츠의 굴욕(Olmützer Erniedrigung)"이라고 불렀다. 올뮈츠 협약으로 프로이센과 오스트리아의 대립각은 더욱 첨예해진다.